# Kataisk
Kataisk (en ruso: Ката́йск) es una ciudad ubicada en el norte del óblast de Kurgán, Rusia —cerca de la frontera con el óblast de Sverdlovsk—, sobre la ladera este de los montes Urales, a la orilla del río Iset, el cual es tributario del río Tobol, que es un afluente del río Irtish y este, a su vez, lo es del Obi. Esta ciudad se encuentra a 214 km al noroeste de Kurgán, la capital del óblast. Su población en el año 2010 era de 14 000 habitantes.

## Historia
Se fundó en 1655 por exploradores rusos y obtuvo el estatus o categoría de ciudad en 1944.